# Гуцульщина (поїзд № 95/96)
«Гуцульщина» — флагманський швидкісний пасажирський поїзд № 95/96 сполученням Київ — Івано-Франківськ — Рахів. Протяжність маршруту руху — 845 км. Поїзд має маркування у застосунку «Укрзалізниці» спеціальною позначкою для легкого пошуку при придбанні електронних проїзних документів.

## Історія
З 3 березня 2025 року нічний експрес № 95/96 сполученням Київ — Рахів набув статусу флагманського та отримав іменну назву «Гуцульщина», який є сьомим флагманським поїздом «Укрзалізниці», серед яких вже курсують на маршрутах країни:
1. № 15/16 «Лесь Курбас» Харків — Ясіня
2. № 17/18 «Сковорода Експрес» Харків — Ужгород
3. № 79/80 «Січеслав» Дніпро — Львів
4. № 91/92 «Леополіс» Київ — Львів
5. № 105/106 «Чорноморець» Київ — Одеса
6. № 7/8 «Буковина» Київ — Чернівці.

## Загальні характеристики
Перелік гарантованих опцій  флагманського поїзда:
- нові (випущені після 2021 року) або модернізовані вагони з відповідними зручностями (вакуумні туалети без закриття на санітарні зони, кондиціонери, розетки, регулювання освітлення, розетки в купе);
- приведені до сучасного стандарту вбиральні з дозаторами мила та накладками на унітази;
- фірмова (іменна) назва та логотип з урахуванням історії поїзда й маршруту.

Опційно флагманський поїзд має:
- додаткові елементи безпеки (відеонагляд у коридорі вагона, звукова сигналізація та тривожні кнопки в купе);
- вагони поїзда обладнані холодильниками, мікрохвильовими печами, кавоварками, окремими табло з назвами станцій та температурою у вагоні;
- у кожному купе встановлені софітні світлодіодні лампи, на вікнах замість штор — сучасні жалюзі.
- сповивальні столики в деяких нових вагонах та мобільні дитячі манежі;
- інклюзивний вагон з пандусами у складі поїзда;
- ігротека.

## Інформація про курсування
Поїзд курсує цілий рік, щоденно. На маршруті руху поїзд здійснює зупинки на 8 проміжних станціях, одна з тривалих зупинок — на станції Львів.
| Розклад руху поїзда № 95/96 «Гуцульщина» | Розклад руху поїзда № 95/96 «Гуцульщина» | Розклад руху поїзда № 95/96 «Гуцульщина» | Розклад руху поїзда № 95/96 «Гуцульщина» | Розклад руху поїзда № 95/96 «Гуцульщина» |
| Час прибуття                             | Час відправлення                         | Станція                                  | Час прибуття                             | Час відправлення                         |
| ---------------------------------------- | ---------------------------------------- | ---------------------------------------- | ---------------------------------------- | ---------------------------------------- |
| —                                        | 19:57                                    | Київ                                     | 09:50                                    | —                                        |
| 10:01                                    | —                                        | Рахів                                    | —                                        | 19:43                                    |

Час в дорозі з Києва складає 13 год. 53 хв., у зворотному напрямку, з Рахова — 14 год. 18 хв